# 成川尚義

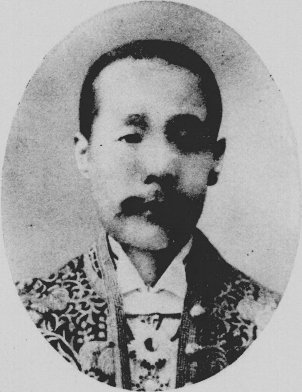
成川尚義

成川 尚義（なりかわ なおよし / なるかわ ひさよし、1841年10月4日〈天保12年8月20日〉 - 1899年〈明治32年〉11月27日）は、日本の内務・大蔵官僚、政治家。三重県知事（官選第5代）、貴族院勅選議員。幼名：禎三郎。

## 経歴
上総国山辺郡白幡村（現千葉県山武市）に、伊志田治平（石田治平）の次男として生まれる。同郡本須賀村・成川家の養子となり名を尚義と改める。
幕末の動乱期に勝海舟のもとで事態の収拾に奔走した。新政府軍の江戸城入城後、追及を受けて自首するが、沈着冷静な対応により釈放された。その際、刑法官判事・中島錫胤からの熱心な勧めを受けて出仕することを決意した。
明治2年（1869年）、若森県大参事に就任。以後、新治県権参事、新川県権参事、宮城県大書記官、内務少書記官、大蔵権大書記官、同省庶務局長、同参事官などを歴任。
1889年12月、三重県知事に就任。風水害・濃尾地震の救済復旧に尽力。
1896年8月、知事を辞し退官した。1897年12月23日、貴族院勅選議員に任じられ、死去するまで在任した。

## 官歴等
- 明治2年
  - 1月 - 下総県権監察 任官[7]
  - 5月 - 若森県権判事 任官[7]
  - 8月 - 若森県大参事 任官[8]
- 明治4年11月 - 新治県権参事 任官[8]
- 明治5年5月 - 新川県権参事 任官[8]
- 1873年（明治6年） - 新川県参事 任官[7]
- 1875年（明治8年）6月 - 六等判事 兼任[8]
- 1876年（明治9年）1月 - 新川県が廃止されるため免官[7][8]。
- 1877年（明治10年）3月 - 宮城県大書記官 任官[9]
- 1880年（明治13年）12月 - 内務省入省、小書記官 任官[7][9]
- 1881年（明治14年）11月 - 大蔵権大書記官 任官[9]
- 1882年（明治15年）10月 - 庶務局長 任官[9]
- 1885年（明治18年）6月 - 日本鉄道会社会計検査官 兼任[9]
- 1886年（明治19年）
  - 1月 - 免 庶務局長 兼 日本鉄道会社会計検査官[9]
  - 3月 - 大蔵省参事官（奏任官一等） 任官[9]
- 1887年（明治20年）11月5日 - 文官普通試験委員長 任命[10]
- 1888年（明治21年） - 地方事務臨時取調委員 及び 東京市区改正委員 任命[9]
  - 1月6日 - 下級俸下賜[11]
- 1889年（明治22年）12月26日 - 三重県知事 任官[4]
- 1890年（明治23年）1月17日 - 免 東京市区改正委員[12]
- 1896年（明治29年）8月12日 - 三重県知事 依願免官[13]
- 1897年（明治30年）
  - 12月23日 - 貴族院勅選議員
  - 12月28日 - 錦鶏間祗候[14]
- 房総鉄道株式会社 社長[4]
- 東京商業銀行 頭取[4]
- 1899年（明治32年）11月27日 - 薨去。

## 栄典・授章・授賞
位階
- 1873年（明治6年）12月22日 - 従六位[15]
- 1881年（明治14年） - 正六位[7]
- 1890年（明治23年）
  - 2月22日 - 従五位[16]
  - 11月1日 - 従四位[17]
- 1895年（明治28年）12月10日 - 正四位[18]
- 1896年（明治29年）9月21日 - 従三位[19]
- 1897年（明治30年） - 正三位[4]

勲章等
- 1888年（明治21年）5月29日 - 勲五等双光旭日章[20][21]
- 1889年（明治22年）11月29日 - 大日本帝国憲法発布記念章[22]
- 1890年（明治23年）12月26日 - 勲四等瑞宝章[23]
- 1894年（明治27年）12月26日 - 勲三等瑞宝章[24]
- 1897年（明治30年） - 勲三等旭日中綬章[4]

## 親族
- 兄 伊志田友方 - 静岡県書記官[3]